# Protubera africana
Protubera africana är en svampart som beskrevs av Lloyd 1920. Protubera africana ingår i släktet Protubera och familjen Phallogastraceae.   Inga underarter finns listade i Catalogue of Life.